# Leyland-DAB

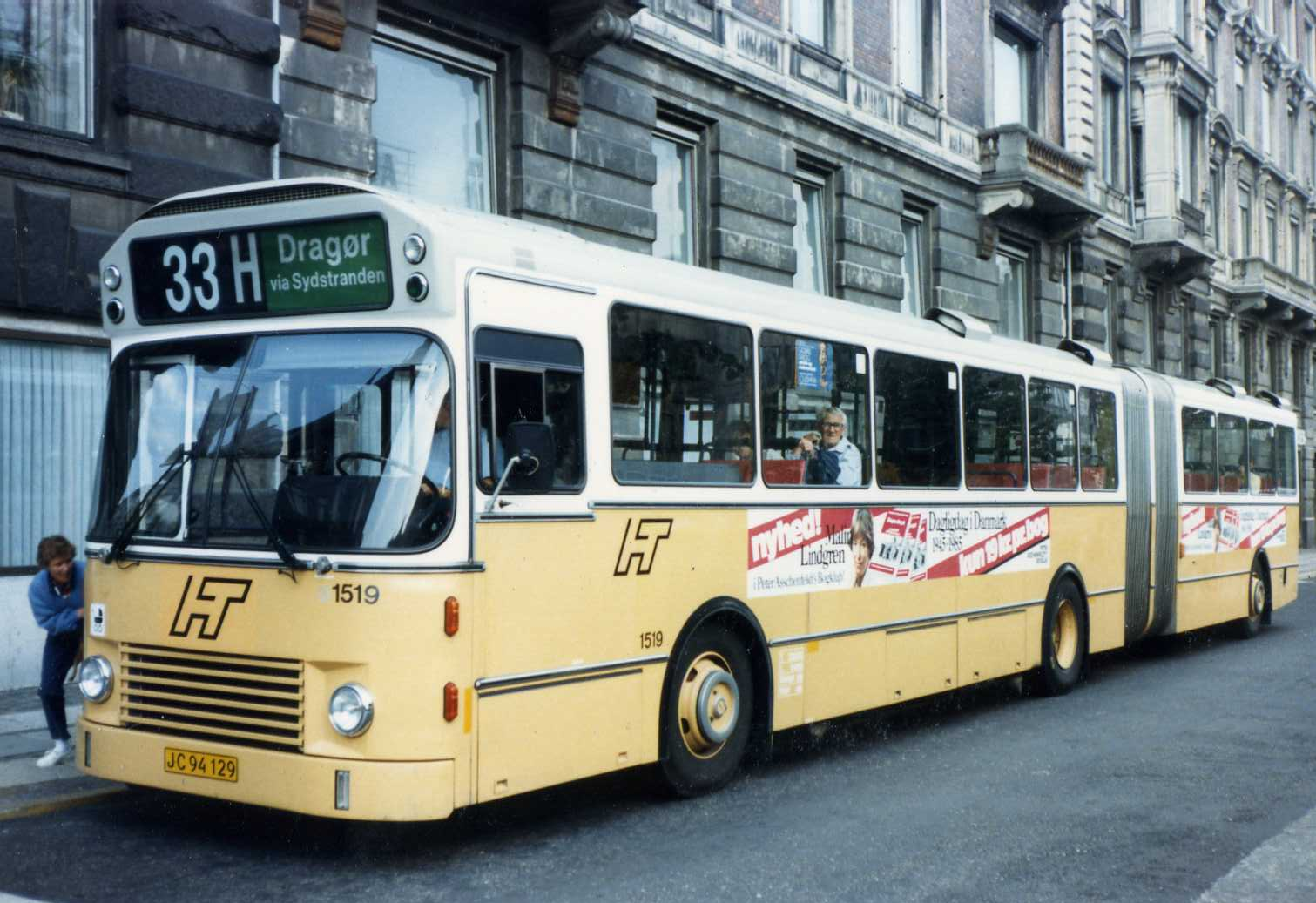
Leyland-DAB Gelenkbus für Rechtsverkehr in Kopenhagen

Leyland-DAB ist ein zwischen 1979 und 1985 in Dänemark produzierter Gelenkbus mit Unterflur-Dieselmotor im Vorderwagen und gelenktem Nachläufer. Der Leyland-DAB in der Version für Linksverkehr war der erste moderne Gelenkbus, der im Vereinigten Königreich erhältlich war.
Der britische Hersteller Leyland Motors arbeitete bereits seit 1953 mit dem dänischen Hersteller Dansk Automobil Byggeri (DAB) zusammen. DAB verwendete Leyland-Teile in den eigenen Busmodellen. Als kontinentaler Hersteller entwickelte Leyland mit DAB sein eigenes Gelenkbusmodell als Alternative zum Modell von Volvo. Der Leyland-DAB wurde in zwei Karosserievarianten hergestellt.
Die ersten Modelle, die 1979 erschienen, verwendeten einen Saurer 240-PS-Dieselmotor und ein Automatikgetriebe von Allison, während die Karosserie auf dem Leyland National basierte. Die Achsen und Lenkung waren ebenfalls von Leyland. Die ab 1985 gelieferten Modelle hatten die komplette Technik von Leyland, die Karosserie wurde von DAB aufgebaut. Sie kamen meistens in Dänemark zum Einsatz. 1985 kaufte SYPTE für Großbritannien 13 Exemplare.
Durch die Privatisierung der ehemaligen British Leyland Motor Corporation wurde die Bussparte von Leyland an Volvo veräußert, wodurch die Produktion des Leyland-DAB 1986 nicht fortgesetzt wurde.